# Carroll Valley
Carroll Valley és una població dels Estats Units a l'estat de Pennsilvània. Segons el cens del 2000 tenia 3.291 habitants.

## Demografia
Segons el cens del 2000, Carroll Valley tenia 3.291 habitants, 1.176 habitatges, i 952 famílies. La densitat de població era de 235,7 habitants per quilòmetre quadrat.
Dels 1.176 habitatges en un 43,5% hi vivien nens de menys de 18 anys, en un 71,9% hi vivien parelles casades, en un 5,6% dones solteres, i en un 19% no eren unitats familiars. En el 14% dels habitatges hi vivien persones soles el 4% de les quals corresponia a persones de 65 anys o més que vivien soles. El nombre mitjà de persones vivint en cada habitatge era de 2,8 i el nombre mitjà de persones que vivien en cada família era de 3,08.
Per edats la població es repartia de la següent manera: un 29,7% tenia menys de 18 anys, un 4,9% entre 18 i 24, un 35,2% entre 25 i 44, un 21,6% de 45 a 60 i un 8,7% 65 anys o més.
L'edat mediana era de 35 anys. Per cada 100 dones de 18 o més anys hi havia 101,3 homes.
La renda mediana per habitatge era de 54.659 $ i la renda mediana per família de 55.000 $. Els homes tenien una renda mediana de 40.135 $ mentre que les dones 27.090 $. La renda per capita de la població era de 21.286 $. Entorn de l'1,7% de les famílies i el 2,2% de la població estaven per davall del llindar de pobresa.

## Poblacions més properes
El següent diagrama mostra les poblacions més properes.